# Хміль Надія Дмитрівна
Надія Дмитрівна Хміль (нар. 20 липня 1928, станція Варварівка, Полтавська область, Україна) — докторка педагогічних наук (1987), професорка, заслужена академікиня АПН Казахстану, відмінниця народної освіти Казахської РСР.

## Життєпис
- Закінчила КазПІ (1950, нині КазНУПУ).
- В Алмати була шкільною вчителькою, начальницею відділу освіти (1961—1962).
- Працювала викладачкою, керуючую лабораторії, доценткою, професоркою (1962—2008) КазНПУ.

## Наукові праці
- Захистила докторську дисертацію на тему «Теоретичні основи професійної підготовки вчителя».
- Авторка понад 200 наукових публікацій та 5 монографій.[1]